# Phytocoris junceus
Phytocoris junceus är en insektsart som beskrevs av Knight 1923. Phytocoris junceus ingår i släktet Phytocoris och familjen ängsskinnbaggar. Inga underarter finns listade i Catalogue of Life.